# Haemobaphes parvus
Haemobaphes parvus är en kräftdjursart som först beskrevs av C. B. Wilson 1917.  Haemobaphes parvus ingår i släktet Haemobaphes och familjen Pennellidae. Inga underarter finns listade i Catalogue of Life.